# Sebastian Lybeck
Carl Mikael Sebastian Lybeck, född 3 augusti 1929 i Helsingfors, död 11 november 2020 i Stockholm, var en finlandssvensk författare och översättare. Han var sonson till Mikael Lybeck (1864–1925).
Efter universitetsstudier i Åbo och Helsingfors samt Kadettskolan på Sandhamn 1949–1951 var han 1951–1956 verksam som journalist vid Hufvudstadsbladet, Nya Pressen och Västra Nyland. Därefter bosatt på olika platser i Norge, Danmark och Sverige; 1957 i Stockholm, 1959–1964 i Lofoten i Norge, därefter huvudsakligen i Sverige: under 1970-talet i Uddevalla, sedan 2004 i Stockholm. Han var från 1958 gift med den norska lärarinnan Berthe Ruud (död 2007) med vilken han fick två döttrar. Sebastian Lybeck är begravd på Skogskyrkogården i Stockholm.
”Lybeck har arbetat på brett internordiskt plan och varit verksam som såväl lyrisk propagandist som yrkesarbetare i Finland, Sverige och Norge. Hans egen produktion har grund i en abstrakt modernism men visar samtidigt glimtar av fast verklighetsförankring, impressionistisk naturupplevelse och romantisk fantasi.” (Litteraturlexikon, 1974.)

## Priser
- Deutscher Jugendliteraturpreis 1959 (för Latte Igel und der Wasserstein)